# Paul Adderley
Paul Adderley (ur. 15 sierpnia 1928, zm. 19 września 2012) – Bahamski polityk i prawnik.
W latach 1973–1984 pełnił funkcję ministra spraw zagranicznych, był również prokuratorem generalnym Bahamów (1973-1989). Od listopada 2005 do lutego 2006 czasowo pełnił obowiązki gubernatora generalnego Bahamów (po rezygnacji Ivy Dumont, a przed zaprzysiężeniem Arthura Diona Hanny).

## Źródła
- Tributes paid to Paul Adderley. tribune242.com. [dostęp 2012-09-03]. (ang.).